# Ferulopsis hystrix
Ferulopsis hystrix är en växtart som är ensam art i släktet Ferulopsis i familjen flockblommiga växter.
Arten är en perenn ört som förekommer i Sibirien, Mongoliet och norra Kina. Den beskrevs först som Peucedanum hystrix av Alexander von Bunge och Carl Friedrich von Ledebour 1836, och fick sitt nu gällande namn av Michail Pimenov 1992.